# دانشگاه ایالتی کنتاکی
دانشگاه ایالتی کنتاکی (به انگلیسی: Kentucky State University) دانشگاهی در شهر فرانکفورت، کنتاکی در آمریکا است. این دانشگاه با حدود ۲۷۰۰ دانشجو و ۱۵۵ عضو هیئت علمی تمام وقت، کوچک‌ترین دانشگاه ایالتی کنتاکی است.

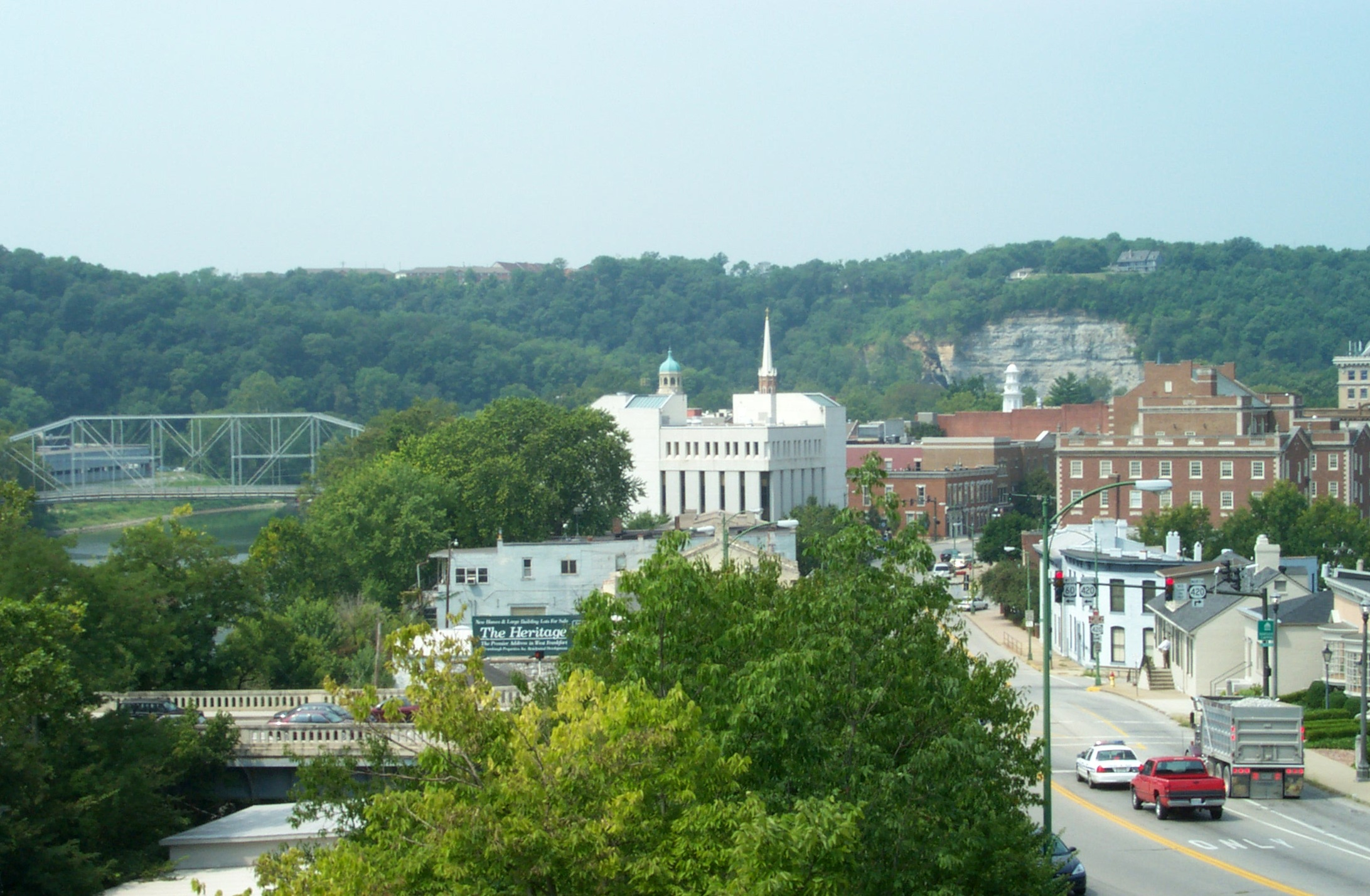
نمایی از شهر از بالای تپه